# Fleury de France
Fleury de France ou Fleury de Nangis (vers 1094, † après 1119), seigneur de Nangis, fils de Philippe Ier, roi de France, et de sa deuxième épouse (mariage non reconnu par l'Eglise), Bertrade de Montfort. Il épouse l'héritière de Nangis-en-Brie, dont le prénom et l'ascendance sont inconnus.

## Biographie
Sa naissance est sous le coup de l'illégitimité, car ses parents, lorsqu'ils se marièrent étaient tous deux déjà mariés et, si leur précédent mariage avait été annulé par une assemblée de prélats, l'évêque Yves de Chartres, puis le pape Urbain II s'étaient opposés à ces annulations comme au remariage et avaient excommunié les deux époux. La légitimité n'interviendra qu'en 1104 avec la levée de l'excommunication, quand sa mère se soumet aux décisions du pape et se retire à l'Abbaye de Fontevraud.
Lors de la mort de son père Philippe Ier en 1108, son frère utérin Philippe de Mantes tente de barrer la route du trône à leur demi-frère Louis VI, mais en vain.

## Mariage et enfants
Il épouse une femme dont le prénom et l'ascendance sont inconnus mais qui serait l'héritière de Nangis et avec qui il a au moins une fille :
- Isabelle de Nangis (née en 1118 et morte après 1166 ou 1167), qui épouse en premières noces Anseau de Traînel-Venizy, seigneur de Venizy, avec qui elle a deux filles. Veuve, elle épouse en secondes noces Guy de Marolles, mais n'a pas de postérité avec lui ;
- peut-être une autre fille qui aurait épousé Milon de Melun, seigneur de Courtry[1].

## Sources
- Jean Chrétien Ferdinand Hoefer, Nouvelle biographie générale depuis les temps les plus reculés jusqu'à nos jours, t. 39, Paris, Firmin Didot, 1862 (lire en ligne).
- Antoine-Elisabeth-Cléophas Dareste de La Chavanne, Histoire de France depuis les origines jusqu'à nos jours, vol. 2, Paris, Henri Plon, 1865 (lire en ligne).